# Mètode de Newton
En càlcul numèric, el mètode de Newton, o mètode de Newton-Raphson, és un algorisme per tal de trobar aproximacions del zero d'una funció amb valors reals.

## Història
El mètode Newton va ser descobert per Isaac Newton i publicat al Method of Fluxions el 1736. Encara que aquest mètode també sigui descrit per Joseph Raphson a Analysis Aequationum el 1690, cal dir que el Method of Fluxions ja havia estat escrit el 1671.

## El mètode
Suposem que la funció {\displaystyle f\,} és contínuament diferenciable dues vegades a l'interval {\displaystyle \left[a,b\right]\,}, o sigui {\displaystyle f\in {\mathcal {C}}^{2}\left[a,b\right]\,}. I existeix un zero de la funció en aquest interval. Direm que {\displaystyle \alpha \in \left[a,b\right]\,} és la solució si {\displaystyle f\left(\alpha \right)=0\,}.
Sigui {\displaystyle x_{0}\in \left[a,b\right]\,} una aproximació a la solució {\displaystyle \alpha \,} tal que {\displaystyle f'\left(x_{0}\right)\neq 0\,}.
Si escrivim el polinomi de Taylor de primer grau per a {\displaystyle f\left(x\right)\,} al voltant de {\displaystyle x_{0}\,}, tindrem:
{\displaystyle f(x)=f(x_{0})+(x-x_{0})f^{\prime }(x)+{\frac {(x-x_{0})^{2}}{2}}f^{\prime \prime }(\xi (x))\,}
Però com que {\displaystyle f(\alpha )=0\,}, aquest anterior polinomi de Taylor, el podem escriure de la forma:
{\displaystyle 0=f(x_{0})+(\alpha -x_{0})f^{\prime }(x)+{\frac {(\alpha -x_{0})^{2}}{2}}f^{\prime \prime }(\xi (\alpha ))\,}.
En aquest punt, el mètode de Newton suposa que el terme {\displaystyle (\alpha -x_{0})^{2}\,} serà menyspreable, i que:
{\displaystyle 0\approx f(x_{0})+(\alpha -x_{0})f'(x)\,}, 
i aïllant {\displaystyle \alpha \,}:
{\displaystyle \alpha \approx x_{0}-{\frac {f(x_{0})}{f'(x_{0})}}\,},
que ha de ser una millor aproximació cap a {\displaystyle \alpha \,}.
Anomenem {\displaystyle x_{1}\,} a aquesta millor aproximació. Per inducció definim una successió de valors de {\displaystyle x_{n}\,}, que es pot escriure de la forma:
{\displaystyle x_{n}=x_{(n-1)}-{\frac {f(x_{(n-1)})}{f'(x_{(n-1)})}}\,},
amb {\displaystyle n\geq 1\,}.

## Imatge gràfica
L'aproximació gràfica és la següent: S'escull un valor de l'abscissa raonablement pròxim a l'autèntic zero. En aquest punt, es reemplaça la corba per la seva tangent, i es calcula el zero d'aquesta recta tangent. Aquest zero, normalment, és més pròxim al zero de la funció, que el valor inicial.
Aquest procés es reitera, fins a arribar a una aproximació que es dona per bona.
En el cas de la gràfica, a partir de {\displaystyle x_{0}\,}, s'anirà trobant la successió {\displaystyle x_{1},x_{2},...\,}, fins a arribar a un cert valor que es donarà com a solució de {\displaystyle \alpha \,}.

## Observacions
La fallada d'aquest mètode, normalment ve motivada per l'anul·lació del valor de la derivada en algun punt entre el valor del zero de la funció i el valor {\displaystyle x_{0}\,} inicial que s'hagi agafat com aproximació d'arrencada.
No cal dir que l'eficiència d'aquest mètode també està a saber trobar una aproximació inicial suficientment pròxima a la solució.

## Exemple
Suposem que es vulgui trobar un valor de la {\displaystyle x\,} que fa que {\displaystyle x-\cos x=0\,}.
Es pot intuir que existeix un valor entre 0 i 1 que ha de complir aquesta condició.
La derivada de la funció és: {\displaystyle 1+\sin x\,}, sempre és >0.
Es pot agafar com a valor d'inici: {\displaystyle x_{0}=0.5\,}.
I d'aquí:
{\displaystyle x_{1}=0.5-{\frac {0.5-\cos 0.5}{1+\sin 0.5}}=0.75522\,}
{\displaystyle x_{2}=0.75522-{\frac {0.75522-\cos 0.75522}{1+\sin 0.75522}}=0.73914\,}
{\displaystyle x_{3}=0.73914-{\frac {0.73914-\cos 0.73914}{1+\sin 0.73914}}=0.73909\,}
{\displaystyle x_{4}=0.73909-{\frac {0.73909-\cos 0.73909}{1+\sin 0.73909}}=0.73909\,}
Valor que evidentment soluciona el problema, dins l'aproximació en què s'ha treballat.

## Algorisme
```
Algorisme Mètode_Newton
funció func(x:real): real; /retorna el valor de la funció en x.
funció deriv(x:real): real;/retorna el valor de la derivada en x.

 

var.x0=W: real;/W allunyat de V, per evitar que |x0-x1|<Tol.
x1=V: real;	/V=aproximació inicial.
Tol: real;/Tol=marge màxim d'error que s'acceptarà.
n=N: enter;/controla el número d'iteracions, màxim N.

 

fer 
mentre [n>0] i [|x0-x1|>Tol] fer
x0=x1;
x1=x0-func(x0)/deriv(x0); 
n=n-1;
fi mentre;
si n>0
SORTIDA=x1;
altrament
SORTIDA=ERROR;
fi si;
fi procés;
```

## Generalització
Es pot també utilitzar el mètode de Newton per tal de resoldre sistemes de n equacions (generalment no lineals), això representa trobar els zeros de les funcions contínuament derivables 
{\displaystyle F:R^{n}\rightarrow R^{n}\,}.
Si designem per {\displaystyle \mathbf {J} (\mathbf {x} )\,} la matriu jacobiana d'aquest sistema de funcions, el mètode de Newton en aquest cas, es pot escriure amb el següent procés iteratiu:
{\displaystyle \mathbf {x^{k}=x^{(k-1)}-J(x^{(k-1)})^{-1}F(x^{(k-1)})} \,}.
Expressió que recorda força l'anterior.